# Centrum Sztuki Współczesnej „DACH”
Centrum Sztuki Współczesnej „DACH” (ukr. Центр сучасного мистецтва «Дах»; często zapisywane: DAKH lub ДАХ) – niezależny teatr i ośrodek sztuki współczesnej w Kijowie. Został założony w 1994 przez Włada Troickiego, który pełni funkcję dyrektora artystycznego.

## Historia
Teatr od momentu powstania w 12 listopada 1994 stał się przestrzenią dla eksperymentalnych form teatralnych, łącząc klasykę z nowoczesnymi technikami artystycznymi. Celem DACH jest pełnić rolę inkubatora dla nowatorskich projektów artystycznych, wspierając rozwój młodych twórców i promując ukraińską kulturę na świecie.
W 2004 przy teatrze powstał zespół muzyczny DachaBracha, łączący ukraińską muzykę ludową z elementami world music. Z kolei w 2012 utworzono grupę Dakh Daughters, znaną z unikatowego połączenia muzyki kabaretowej, teatru i performansu.
Od 2007 Dakh jest głównym organizatorem międzynarodowego festiwalu sztuki współczesnej GogolFest, który zyskał uznanie na arenie międzynarodowej.
W 2015 instytucja dołączyła do Europejskiej Konferencji Teatralnej.